# Pyrrholaemus
Pyrrholaemus és un gènere d'ocells de la família dels acantízids (Acanthizidae).

## Taxonomia
Segons la Classificació del Congrés Ornitològic Internacional (versió 2.5, 2010) aquest gènere està format per dues espècies:
- Pyrrholaemus brunneus - espineta gorja-roja.
- Pyrrholaemus sagittatus - espineta tacada.